# Andrea Lázaro García
Andrea Lázaro García (4 de noviembre de 1994) es una jugadora de tenis española.

## Carrera
Andrea comenzó a jugar al tenis a los cinco años. Prefiere las pistas duras. Ella juega principalmente en el circuito ITF en que ha ganado 7 títulos individuales y 6 títulos de dobles, hasta hoy. Su mejor ranking en individuales ha sido la 180 logrado en mayo de 2022 mientras que en dobles ha sido la 230 en agosto de 2022. 

## Títulos
| Torneos de $100,000 |
| Torneos de $80,000  |
| Torneos de $60,000  |
| Torneos de $25,000  |
| Torneos de $15,000  |

### Individuales (9)
| Nº  | Fecha                    | Torneo                   | Categoría   | Superficie | Finalista              | Resultado              |
| --- | ------------------------ | ------------------------ | ----------- | ---------- | ---------------------- | ---------------------- |
| 1.  | 8 de abril de 2012       | Torrente (Valencia)      | ITF $10.000 | Tierra     | Giulia Gatto-Monticone | 6:0, 3:6, 4:1 Retirada |
| 2.  | 21 de julio de 2013      | Valladolid               | ITF $10.000 | Dura       | Camilla Rosatello      | 6:3, 3:6, 6:0          |
| 3.  | 9 de septiembre de 2018  | Monastir (Túnez)         | ITF $15.000 | Dura       | Caroline Romeo         | 7:64, 6:4              |
| 4.  | 16 de septiembre de 2018 | Monastir (Túnez)         | ITF $15.000 | Dura       | Victoria Muntean       | 6:0, 6:2               |
| 5.  | 13 de octubre de 2019    | Riba-Roja de Turia       | ITF $25.000 | Tierra     | Marie Benoit           | 7:64, 7:5              |
| 6.  | 28 de noviembre de 2020  | Gran Canaria 2 ITF       | ITF $15.000 | Tierra     | Marina Zanevska        | 7:5, 6:5 abandono      |
| 7.  | 6 de febrero de 2022     | Manacor                  | ITF W25     | Dura       | Elsa Jacquemot         | 2:6, 7:62, 6:1         |
| 8.  | 22 de enero de 2024      | Antalya                  | ITF W15     | Tierra     | Andreea Prisacariu     | 4:6, 6:3, 6:1          |
| 9.  | 22 de abril de 2024      | Santa Margherita di Pula | ITF W35     | Tierra     | Lisa Pigato            | 7:64, 6:3              |
| 10. | 28 de julio de 2024      | Casablanca               | ITF W35     | Tierra     | Carlota Martinez Círez | 7:62, 6:3              |

### Dobles (6)
| Nº | Fecha                    | Torneo                | Categoría     | Superficie | Compañera                 | Finalistas                           | Resultado        |
| -- | ------------------------ | --------------------- | ------------- | ---------- | ------------------------- | ------------------------------------ | ---------------- |
| 1. | 30 de junio de 2018      | Hammamet              | ITF $15.000   | Tierra     | Irene Burillo Escorihuela | Fernanda Brito · Melissa Morales     | 6:4, 6:4         |
| 2. | 8 de septiembre de 2018  | Monastir (Túnez)      | ITF $15.000   | Dura       | Paula Arias Manjón        | Chiraz Bechri Andrea Ka              | 6:1, 6:0         |
| 3. | 15 de septiembre de 2018 | Monastir (Túnez)      | ITF $15.000   | Dura       | Paula Arias Manjón        | Nadia Echeverría Alam · Anna Popescu | 7:5, 6:0         |
| 4. | 7 de septiembre de 2019  | Marbella              | ITF $25.000   | Tierra     | Irene Burillo             | Arantxa Rus · Gabriella Taylor       | 5:7, 6:4, [10:4] |
| 5. | 30 de enero de 2022      | Manacor               | ITF $25.000   | Dura       | Fernanda Contreras Gómez  | Tereza Mihalikova Linda Noskova      | 6-1, 6-4         |
| 6. | 6 de febrero de 2022     | Manacor               | ITF $25.000   | Dura       | Fernanda Contreras Gómez  | Tereza Mihalikova Linda Noskova      | 6-1, 3-6, [10:6] |
| 7. | 27 de junio de 2022      | Montpellier           | ITF $60.000   | Tierra     | Andrea Gámiz              | Carolina Alves Mª Lourdes Carlé      | 6-2, 7-69        |
| 8. | 10 de octubre de 2022    | Cherbourg en Cotentin | ITF $25.000+H | Dura       | Irene Burillo Escorihuela | Ankita Raina Rosalie van der Hoek    | 6-3, 6-4         |